# 액티빈과 인히빈
액티빈(영어: activin)과 인히빈(영어: inhibin)은 생물학적 효과가 거의 상반되는 2개의 밀접한 관련 단백질 복합체이다. 1986년에 발견된 activin은 FSH 생합성과 분비를 촉진시키고 생리주기의 조절을 한다. 세포 증식, 분화, 세포 사멸, 대사, 항상성, 면역 반응, 상처 수선 및 내분비 기능에서 역할을 포함하여 많은 다른 기능이 activin에 의해 조절되는 것이 밝혀졌다. 반대로, inhibin은 FSH 합성을 저해하고 FSH 분비를 억제한다. inhibin의 존재는 1916년 초기에 가정되었다. 그러나 1970년 중반에 Neena Schwartz와 Cornelia Channing의 연구가 있기 전까지는 존재하지 않았으며, 그 후 두 단백질은 10년 후 분자적으로 특성이 분석되었다.